# 武尔坎努斯
武尔坎努斯（拉丁語：或）是罗马神话中的火神，羅馬十二神之一，亦掌管火山、鐵器鑄造等。拉丁语中的“火山”一词来源于他，相传火山是他为众神打造武器的铁匠炉。其相对应于希腊神话的赫淮斯托斯（拉丁語：Hephaestus）。
他是羅馬神話中主神朱庇特與天后茱諾的衆多子女之一，妻子為愛神维纳斯。
相传武尔坎被母亲茱諾丟下山而跛腳，亦有是被父親朱庇特丟下山的說法。
根據不同版本的神話，祂亦可能被認為是Caeculus、卡库斯、塞維烏斯·圖利烏斯或朱庇特的父親，或是奥克里西亚（Ocrisia）、迈亚、福尔图娜、費羅尼亞的情人。